# 河村吉宏
河村 吉宏（かわむら よしひろ、1987年8月11日 - ）は、東京都世田谷区出身のドラマー、スタジオ・ミュージシャン。愛称は"よっち"。O型。父親はドラマーの河村智康。妻はキーボーディストのeji。カノウプスのセットを使用。

## 人物
ドラムを始めたのは中学3年生から。KONAMIのDrummania制覇が切っ掛けだと言う。ニルヴァーナ、フー・ファイターズ、レッド・ホット・チリ・ペッパーズ、タヒチ80などをリスペクト。
自身がドラマーとして所属するバンド「坊っちゃん」は、エピックレコードジャパンからメジャー・デビュー（『高崎線に乗って』（2012年6月13日、ESCL-3907）。ほか、「The Snorks」にも所属。
aiko、華原朋美、くるり、斉藤和義、坂本真綾、ダイスケ、高橋優、林明日香、miwa、ゆずなどのライブツアーでメインドラマーを務める。ほか、絢香、IMALU、鬼束ちひろ、甲斐名都、ずっと真夜中でいいのに。、Do As Infinity、HALCALI、moumoon、山本彩、岸優太、Mrs. GREEN APPLEへドラマーとして参加している。

## 参加作品

### レコーディング参加
- 奥井雅美
  - 「宝箱-TREASURE BOX-」
- 水瀬いのり
  - 「Morning Prism」
- ずっと真夜中でいいのに。
  - 「正義」
  - 「勘冴えて悔しいわ」
  - 「ハゼ馳せる果てるまで」
  - 「勘ぐれい」
  - 「正しくなれない」
  - 「暗く黒く」
  - 「ばかじゃないのに」
  - 「残機」
  - 「TAIDADA」ほか多数

### ライブ参加
- YUZU ONLINE LIVE 2021
- YUZU ARENA TOUR 2022 PEOPLE -ALWAYS with you-
- YUZU ARENA TOUR 2022 SEES -ALWAYS with you-

## その他
- リズム&ドラム・マガジン 2018年9月号[7]